# Leslie Henson
Pour les articles homonymes, voir Henson.
Leslie Henson, né le 3 août 1891 et mort le 2 décembre 1957, est un acteur anglais, chanteur, humoriste, producteur de cinéma et de théâtre, et également réalisateur. Il a joué initialement dans des films muets, avant de devenir populaire en tant qu'artiste de music-hall, et a eu une longue carrière au théâtre. 

## Biographie
Né à Notting Hill (Londres), il s'est intéressé au théâtre très jeune, écrivant et produisant des pièces alors qu'il était encore à l'école. Il commence sa carrière professionnelle à 19 ans. Il se produit notamment au Royal Strand Theater. En 1914 il se rend à New York et se produit sur scène à Broadway. Il était également chanteur et producteur.

## Théâtre
- 1928 : Funny Face
- 1930 : It's a boy[4]

## Discographie
- Meet Me 'Round the Corner, avec Moya Mannering 1912[5]
- Sally: original 1921 London cast recordings Monmouth-Evergreen MES-7053 (LP)
- Primrose: original 1924 London cast recordings World Records SH-214 (LP), Pearl 113 (CD)
- Cole Porter in London: original cast recordings from London productions of Nymph Errant”. “Anything Goes”, “Wake Up and Dream”, “Kiss Me Kate” etc. World Records SHB-26  (2xLP)
- Careless Talk]. Monologue by Stanley Holloway with Leslie Henson[6]
- A Few Drinks avec Sydney Howard, Columbia (Australia) DOX9

## Filmographie
- 1916 : Wanted: A Widow (court-métrage)
- 1916 : The Real Thing at Last (court-métrage) : Charlie Chaplin
- 1916 : The Lifeguardsman : Lt Spiff
- 1920 : Broken Bottles (scénariste et réalisateur) : Bottling Barrows
- 1920 : Alf's Button : Alf Higgins
- 1926 : Tons of Money (producteur) : Aubrey Allington[7]
- 1927 : On with the Dance (court-métrage)
- 1930 : A Warm Corner : Mr Corner
- 1931 : The Sport of Kings: Amos Purdie
- 1933 : It's a Boy : James Skippett
- 1933 : The Girl from Maxim's : Dr Petypon
- 1935 : Oh, Daddy! : Lord Pye
- 1943 : L'Étranger (The Demi-Paradise) : lui-même
- 1956 : Home and Away : Uncle Tom
- 1958 : The Vise (série TV) : policier